# Lariço-europeu
Larix decidua é o nome científico de um lariço nativo dos montes centrais da Europa, nos Alpes e nos Cárpatos, com uma população disjunta na Polónia, conhecida pelos nomes de alerce, cedro, larice-europeu ou lariço-europeu.
É uma conífera caducifólia (ou decídua, como é indicado no nome científico) de tamanho médio ou grande, que chega a atingir de 25 a 45 m de altura, com um tronco de 1 m de diâmetro (excepcionalmente, atinge 55 m de altura e 2 m de diâmetro). A copa é cónica, quando jovem, alargando à medida que a planta vai envelhecendo. Os ramos principais são nivelados ou dirigidos para cima, com ramos laterais muitas vezes pendentes. As folhas têm forma de agulhas, verde-claras, de 2 a 4 cm de comprimento, tornando-se amarelas brilhantes antes de caírem no Outono, deixando os ramos nus, amarelos-pálidos até à chegada da Primavera.
A sua madeira é resistente e elástica. A casca é adstringente e utilizada em curtumes.